# روبن استپانیان
روبن گراسیمی استپانیان (ارمنی: Ռուբեն Գերասիմի Ստեփանյան؛ زاده ۱۶ دسامبر ۱۹۰۲ - درگذشته ۸ مارس ۱۹۸۴) رهبر ارکستر، رهبر ارکستر، آهنگساز اهل ارمنستان بود.

## زندگی‌نامه
وی در ۲۹ دسامبر [سبک قدیمی: ۱۶ دسامبر] ۱۹۰۲ در باکو به دنیا آمد و از کنسرواتوار دولتی کومیتاس ایروان فارغ‌التحصیل گشت.  وی همچنین برنده جوایزی همچون نشان پرچم سرخ کار، نشان برجسته افتخار و چهره هنری شایسته ارمنستان شوروی () شد. وی در ۸ مارس ۱۹۸۴ در سن ۸۱ سالگی در مسکو درگذشت.